# Words I Never Said
Words I Never Said è un singolo del rapper statunitense Lupe Fiasco, pubblicato nel 2011 ed estratto dall'album Lasers. Il brano vede la partecipazione della cantante Skylar Grey. 

## Tracce
- Download digitale

1. Words I Never Said – 4:21